# فيدات أويسال
فيدات أويسال (بالتركية: Vedat Uysal)‏ هو مدرب كرة قدم ولاعب كرة قدم تركي، ولد في 3 نوفمبر 1962 في إسطنبول في تركيا. لعب مع إسكيشهرسبور وغلطة سراي وكارسياكا ومرسين إيدمانيوردو ونادي فنربخشة.

## وصلات خارجية
- فيدات أويسال على موقع اتحاد تركيا (لاعب) (الإنجليزية)
- فيدات أويسال على موقع قاعدة بيانات كرة القدم.إي يو (الإنجليزية)